# Północ (Częstochowa)
Północ – dzielnica Częstochowy. Uznawana przez mieszkańców Częstochowy za najbardziej "zieloną" dzielnicę miasta. Powstała w latach 70. i 80. XX wieku. Głównymi osiami komunikacyjnymi są al. Wyzwolenia i ul. Fieldorfa-Nila. Jest to najludniejsza dzielnica Częstochowy. W okresie PRL-u nazywana Osiedlem Manifestu Lipcowego.
W tej dzielnicy dominuje zabudowa wielorodzinna (czteropiętrowe bloki oraz wieżowce), jednak na świeżo zaadaptowanych terenach na granicach dzielnicy coraz szybciej rozwija się zabudowa jednorodzinna.
W 1965 roku Pracownia Częstochowskiego Okręgu Przemysłowego w Częstochowie sporządziła plan przestrzennego zagospodarowania miasta, w którym pod budownictwo wielorodzinne przeznaczono tereny wokół dzielnicy Tysiąclecie i Raków-Błeszno oraz w nowej dzielnicy na ok. 30 tys. mieszkańców. W 1980 roku opracowano przestrzenne zagospodarowanie dzielnicy Północ i wykonano projekt zabudowy dzielnicy. Inwestorem była Wojewódzka Dyrekcja Rozbudowy Miast i Osiedli Wiejskich. Dzielnicę podzielono na cztery jednostki, z których każda miała posiadać szkołę, sklep, przedszkole i pocztę, zaplanowano też wspólne centrum handlowo–usługowe i linię tramwajową.
W 1977 roku przystąpiono do pierwszych prac na terenach przyszłej dzielnicy, budowę pierwszego budynku rozpoczęto 4 listopada 1978 roku. Oficjalnie budowę dzielnicy zakończono w 1987 roku.

## Granice dzielnicy
Zwyczajowo granicą między Północą a dzielnicą Tysiąclecie jest Promenada Czesława Niemena (nazwę nadano w 2004). Jest to aleja spacerowa o długości 1700 m, wiodąca od ul. Kiedrzyńskiej przez Park Osiedlowy do Lasu Aniołowskiego. Promenada przez lata była miejscem wielu imprez kulturalno-rekreacyjnych. Od wschodu Północ graniczy z osiedlem Wyczerpy. Granicę stanowi droga krajowa nr 1.

## Obiekty

Centralna część dzielnicy. Skrzyżowanie Alei Wyzwolenia z ul. Fieldorfa-Nila. Widok z pętli tramwajowej

Na terenie osiedla znajduje się Centrum Handlowe M1. Niedaleko położone jest Centrum Handlowe Promenada, zbudowane zamiast tamtejszego "ryneczku" – małych prywatnych sklepików. Nadało to targowisku nowoczesny wygląd.
Dnia 21 sierpnia 2008 roku otworzono tu kompleks nowoczesnych boisk sportowych dla młodzieży przy ulicy gen. Starzyńskiego 10 (teren Szkoły Podstawowej nr 50 i Gimnazjum nr 1), w których skład wchodzą: boisko do piłki nożnej ze sztuczną nawierzchnią i z trybunami mieszczącymi 552 osoby, boisko do piłki ręcznej o nawierzchni poliuretanowej, do siatkówki o nawierzchni poliuretanowej, koszykówki o nawierzchni poliuretanowej, czterotorowa bieżnia, skocznia w dal z rozbieżnią oraz ściana treningowa. Cała inwestycja kosztowała 4 mln złotych.

### Kościoły
Na terenie osiedla znajdują się 3 parafie Kościoła rzymskokatolickiego: NMP Częstochowskiej, św. Maksymiliana Kolbego i św. Jana Kantego.

### Szkoły
Na Północy znajdują się szkoły: Szkoła Podstawowa nr 48 i Gimnazjum nr 3 (Jednostka B), Szkoła Podstawowa nr 2 oraz Gimnazjum nr 2 (Jednostka A), Szkoła Podstawowa nr 50 oraz Gimnazjum nr 1 (Jednostka C), Zespół Szkół Integracyjnych nr 1 (Gimnazjum nr 10 i Szkoła Podstawowa nr 54) (Jednostka D) oraz prywatny zespół szkół lingwistycznych.

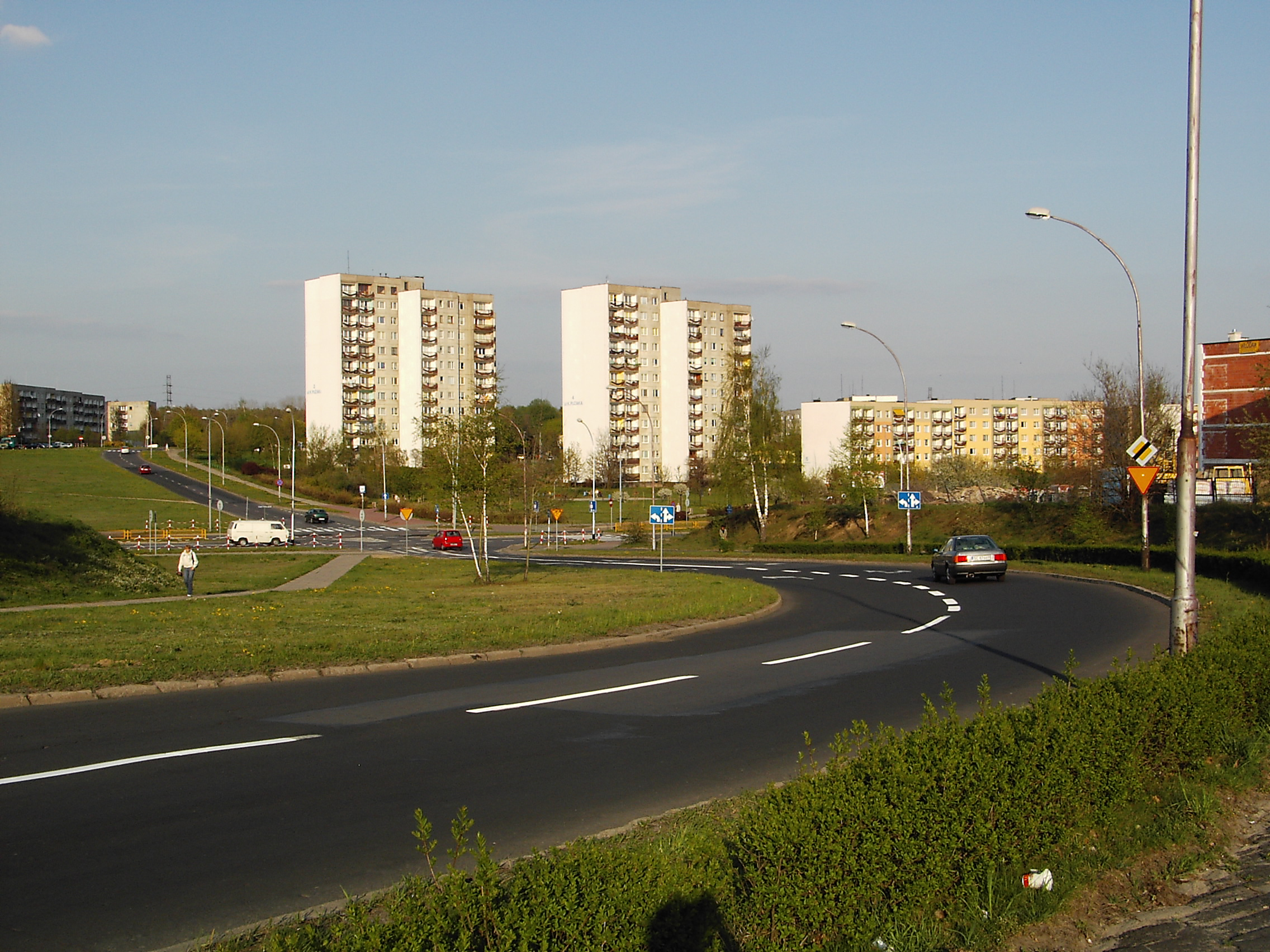
Aleja Wyzwolenia, Osiedle Północ, Częstochowa
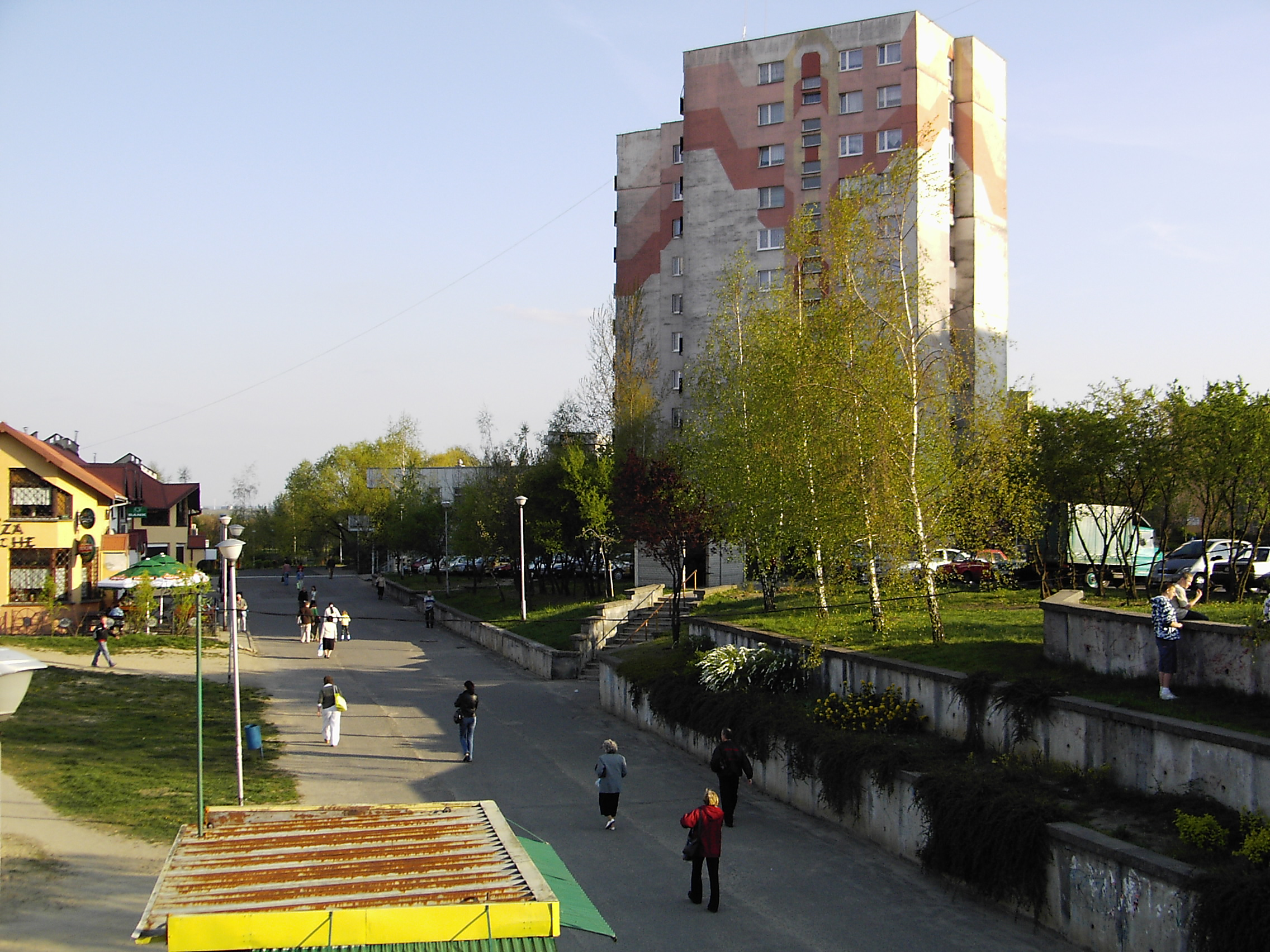
Osiedle Północ, Jednostka A, Częstochowa
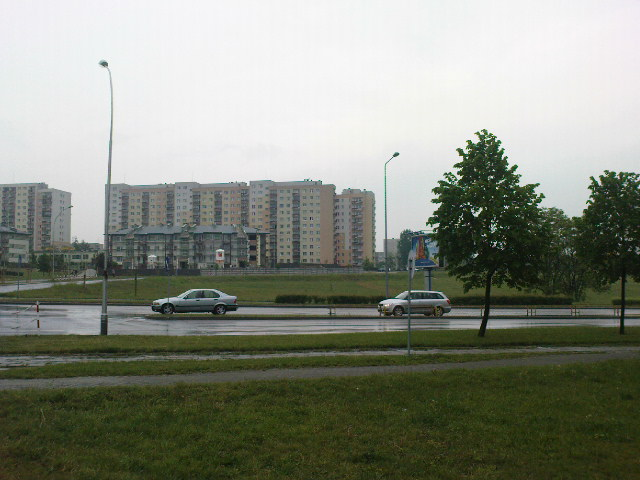
Osiedle Północ, Jednostka C, Częstochowa
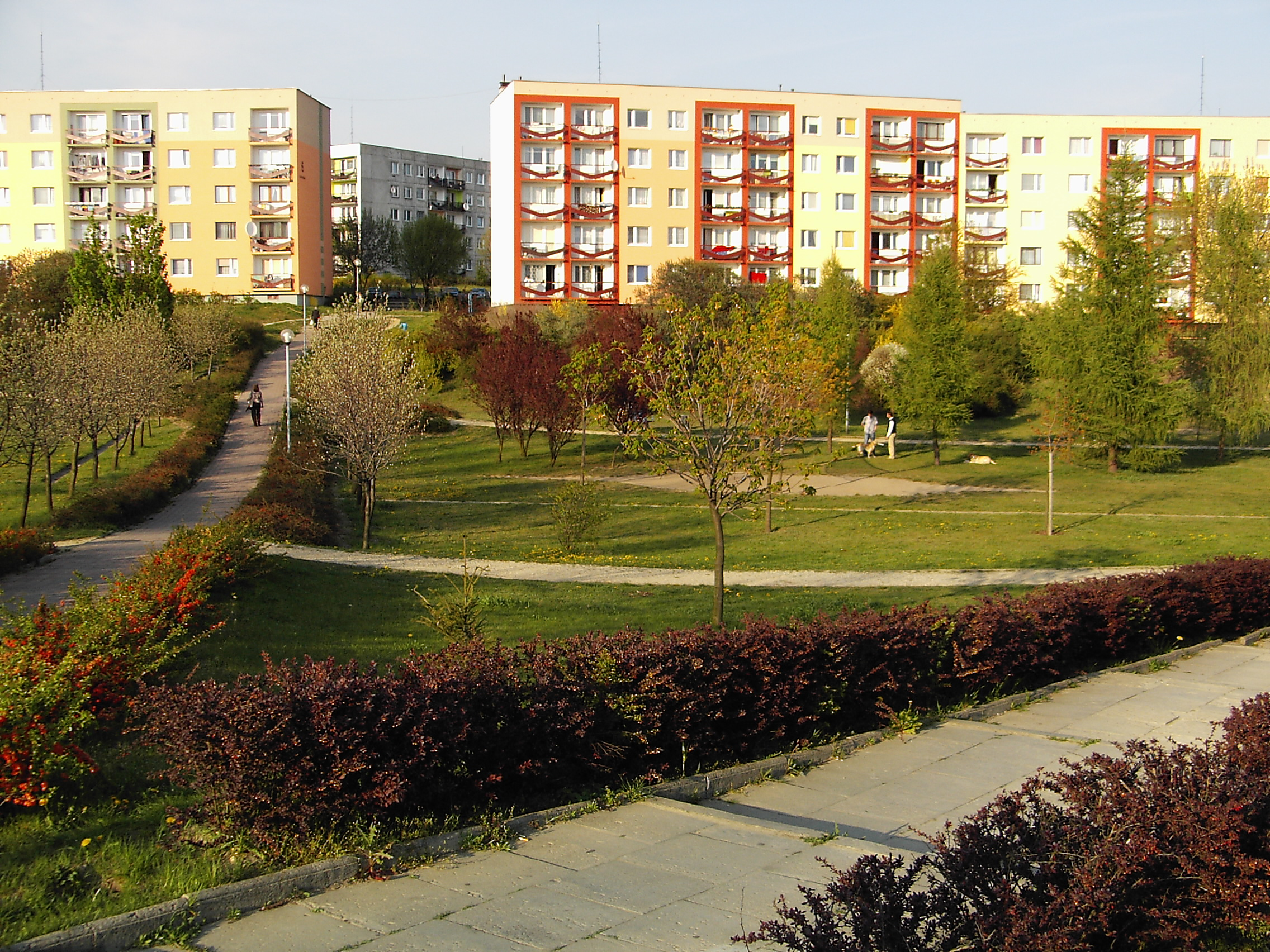
Osiedle Północ, Jednostka D, Częstochowa